# 刘莉 (1959年)
刘莉（1959年12月—），女，汉族，安徽六安人，中华人民共和国政治人物。安徽医科大学医学系毕业。

## 生平
1976年12月参加工作，六安丁集区钱集公社下放知青。1978年6月加入中国共产党。1979年9月至1984年8月在安徽医科大学医学系学习，毕业后留校工作，历任医学系政治辅导员、助教，校长办公室主任科员，医学系党总支副书记、讲师、党总支书记、副教授。1998年9月，任安徽省妇女联合会副主席、党组成员。2002年6月，任中共安庆市委常委、组织部长。2004年3月，任中共安庆市委副书记。2004年9月，任中共安徽省委组织部副部长。2006年7月，任中共安徽省委组织部副部长、正厅级组织员。2008年2月，任中共安徽省委组织部副部长，安徽省人事厅厅长、党组书记，省编办主任。2009年5月，任中共安徽省委组织部副部长，安徽省人力资源和社会保障厅厅长、党组副书记，省公务员局局长。2009年7月，任中共安徽省委组织部副部长，省人力资源和社会保障厅厅长、党组书记，省公务员局局长。2015年10月，任中共安徽省委组织部副部长，省人力资源和社会保障厅厅长、党组书记。
2016年3月，任安徽省人民政府副省长。同年11月，任中共安徽省委常委、统战部部长。2020年1月，当选为十二届安徽省政协副主席，次月不再担任中共安徽省委常委、统战部部长。2023年1月，届满不再担任安徽省政协副主席。